# Ryfsälstjärnen
Ryfsälstjärnen är en sjö i Mora kommun i Dalarna och ingår i Dalälvens huvudavrinningsområde. Sjön har en area på 0,0701 kvadratkilometer och ligger 405,3 meter över havet.

## Delavrinningsområde
Ryfsälstjärnen ingår i det delavrinningsområde (678972-141644) som SMHI kallar för Mynnar i Våmån. Medelhöjden är 364 meter över havet och ytan är 12,81 kvadratkilometer. Det finns ett avrinningsområde uppströms, och räknas det in blir den ackumulerade arean 26,84 kvadratkilometer. Vasseln som avvattnar avrinningsområdet har biflödesordning 4, vilket innebär att vattnet flödar genom totalt 4 vattendrag innan det når havet efter 343 kilometer. Avrinningsområdet består mestadels av skog (72 procent). Avrinningsområdet har 0,88 kvadratkilometer vattenytor vilket ger det en sjöprocent på 6,9 procent.